# Симетрична матриця
Симетричною називають квадратну матрицю, елементи якої симетричні щодо головної діагоналі. Якщо рядки такої матриці зробити стовпцями і навпаки (такий процес називають транспонуванням), то її вигляд не зміниться:
{\displaystyle \forall i,j:\;\;a_{ij}=a_{ji}.}
Тобто:
{\displaystyle \ A=A^{T}.}

## Властивості
- Дійсна симетрична матриця є ермітовою матрицею. Тому для неї справедливі всі властивості ермітових матриць.

## Квадратичні форми
Симетрична квадратна матриця називається додатньо-означеною, якщо асоційована з нею квадратична форма Q(x) = xTAx
QA(x,y) ≥ 0.